# Nazko Cone
Der Nazko Cone (ˈnæzkoʊ) ist ein kleiner Vulkan in der kanadischen Provinz British Columbia.

## Geographie
Der Nazko Cone ist ein potentiell aktiver basaltischer Schlackenkegel im zentralen British Columbia, 75 km westlich von Quesnel und 150 km südwestlich von Prince George. Er wird als östlichster Vulkan des Anahim-Vulkangürtels angesehen. Der kleine bewaldete Kegel erhebt sich 120 m über das Chilcotin-Nechako Plateau und ruht auf eiszeitlichem Geschiebemergel.

## Geologie
Er wurde in drei Aktivitätsphasen gebildet, von denen die erste in einer Warmzeit des Pleistozäns vor etwa 340.000 Jahren begann. Die zweite Phase erzeugte eine riesige hyaloklastitische Scoria-Öffnung, die während des Pleistozäns nahe dem Kordilleren-Eisschild ausgestoßen wurde. Der letzte Ausbruch produzierte zwei kleine Lavaflüsse, die einen Kilometer nach Westen vordrangen; gleichzeitig wurde eine Decke aus Vulkanasche ausgebreitet, die vom Kegel aus mehrere Kilometer nach Norden und Osten reicht.

### Ursprünge
Der Nazko Cone ist seit dem Beginn seiner Eruptionsphasen stetig gewachsen. Wie alle Vulkane des Anahim-Gürtels hat der Nazko Cone seinen Ursprung im Anahim Hotspot; eine Magma-Plume steigt dort aus der Tiefe des Erdmantels auf. Der Hotspot verbleibt an einer bestimmten Stelle, während die Nordamerikanische Platte mit einer Rate von 2 bis 3,3 cm pro Jahr über ihn hinweggleitet. Das Aufsteigen des heißen Magmas erzeugt Vulkane, von denen jeder einzelne ein paar Millionen Jahre lang ausbricht, bis die Bewegung der Kontinentalplatte ihn vom aufsteigenden Magma trennt.
Der Hotspot existiert seit mindestens 13 Millionen Jahren; der Anahim-Vulkangürtel erstreckt sich über fast 600 km über den Hotspot hinaus. Gegenwärtig liegt der Hotspot unter dem Nazko Cone, was letzteren zum jüngsten Vulkan im Anahim-Gürtel macht.

### Eruption des Nazko Cone vor 7200 Jahren
Der eruptive Zyklus des Nazko Cone vor 7200 Jahren begann mit dem Ausstoß zweier unterschiedlich vorstoßender Lavaflüsse, eines älteren grauen basaltischen, der von einem jüngeren, eher schwarzen Basalt überlagert wird. Den passiven Eruptionen folgte eine Phase explosiver Eruptionen. Diese explosive Aktivität baute am Ende der Phase drei einander überlappende Schlackenkegel auf. Die letzte Phase der explosiven Aktivität verbreitete Tephra in den Norden und Osten der Kegel. Die mächtigsten Ablagerungen sind mehr als 3 m stark und dünnen bis auf wenige Zentimeter in einigen Kilometern Entfernung aus, was darauf hindeutet, dass die explosiven Eruptionen am Nazko Cone ziemlich klein waren. Die letzte Eruption vom Nazko Cone könnte jedoch Waldbrände verursacht haben, da innerhalb der Tephra-Schichten auch Holzkohle gefunden wurde.

### Gegenwärtige Aktivität
Seit dem Ausbruch vor 7200 Jahren wurde der Nazko Cone als schlafender Vulkan angesehen. Am 10. Oktober 2007, ereignete sich ein kleines Schwarmbeben, etwa 20 km westlich des Kegels. Die meisten dieser Beben hatten eine Magnitude von 1,0 oder weniger; einige stärkere Beben mit M 3,1 bis 3,2 ereigneten sich 25 km unter der Erdoberfläche. Als Ursache dieser seismischen Aktivität wird aufsteigendes Magma angesehen, weil das Gebiet nicht nahe genug an einer Verwerfung oder Plattengrenze liegt.

## Gefährdungen
Künftige Ausbrüche des Nazko Cone werden aufgrund seiner Abgelegenheit wahrscheinlich keine größeren Schäden anrichten. Es gibt in der Gegend forstwirtschaftliche und landwirtschaftliche Aktivitäten, so dass die damit beschäftigten Menschen gewissen Risiken ausgesetzt sind. Lavaflüsse bewegen sich gewöhnlich nur wenige Kilometer vom Ausbruchsort weg, können aber in der trockenen Region Waldbrände verursachen. Auch könnten künftige Ausbrüche den (in der Region eher in niedrigen Höhen stattfindenden) Luftverkehr beeinträchtigen, da die Eruptionen wahrscheinlich in Form von hawaiischen Eruptionen auftreten, wo Lavafontänen kleine Schlackenkegel und Lavaflüsse anstelle voluminöser Aschewolken erzeugen.

## Monitoring
Seit dem 10. Oktober 2007 ist der Nazko Cone ein durch die Geological Survey of Canada intensiv beobachteter Vulkan.
Eine der bedeutendsten Methoden dafür ist die Seismometrie. Etwa fünf Seismometer sind rund um den Nazko Cone platziert, um die Intensität und den Ort von hunderten täglich auftretenden kleinen Erdbeben zu messen. Seit Beginn wurden mehr als 1000 kleine Erdbeben aufgezeichnet. Erdbeben können an Stärke zunehmen, Jahre bevor ein Vulkan tatsächlich ausbricht.
Ein anderer Typ seismischer Aktivität kann Stunden im Vorfeld eines Ausbruchs registriert werden. Sogenannter vulkanischer Tremor ist ein anhaltendes „Rumpeln“, das im Gegensatz zu normaler seismischer Aktivität plötzlicher Erschütterungen steht; es wird angenommen, dass es durch schnelle Bewegungen im magmatischen Untergrund ausgelöst wird. Vulkanischer Tremor zeigt normalerweise einen unmittelbar bevorstehenden Ausbruch an, kann aber auch durch flache Intrusionen von Magma ausgelöst werden, die nicht die Erdoberfläche erreichen.
Ein anderer wichtiger Indikator für die Aktivitäten im Untergrund ist die Form des Vulkans. Besonders empfindliche Neigungssensoren messen sehr kleine Änderungen am Profil des Vulkans; andere Sensoren können die Abstände zwischen Oberflächenpunkten bzw. deren Änderungen am Vulkan registrieren. Wenn Magma sich in den flachen Kammern unter dem Gipfel ansammelt, bläht sich der Vulkan auf.

## Aktuelle Ereignisse
Anfang der 1990er Jahre wurden am Nazko Cone durch die Canadian Pumice Corporation Bergbau-Claims zum Abbau von Schlacke und Scoria abgesteckt; seitdem sind die Pläne für die Landschaftsgestaltung stetig reduziert worden.
Bevor der Bergbau begann, war der Nazko Cone ein einzigartiges Ökosystem. Die Vegetation ist von hoher Artenvielfalt geprägt. Sehr große alte Douglasien, die in eher bodenartigen Asche- und Lavaablagerungen wuchsen, waren weit verbreitet. Weißfichten waren überraschend häufig, obwohl sie schwer beeinträchtigt waren, wogegen dies auf Küsten-Kiefern nicht zutraf.
Unterhalb des Vulkans gibt es einige flache Höhlen und Hohlräume. In Richtung Westen, dem oben erwähnten Lavastrom folgend, gibt es ein einzigartiges Feuchtgebiet, welches aus wassergesättigter Asche zu bestehen scheint. Was es einzigartig macht, ist die Tatsache, dass solche Feuchtgebiete normalerweise aus wassergesättigtem organischen Material wie Torfmoosen besteht. Das Feuchtgebiet am Nazko Cone ist jedoch aus organischer Substand und Lava oder Asche gemischt, und das daraus resultierende Ökosystem ist in der Tat einzigartig.

## Geothermales Potential
Starke Hitzequellen im Gebiet des Nazko Cone werden auf ihr Potential zur geothermischen Nutzung hin untersucht.